# Kościół Santa Maria dell’Ammiraglio

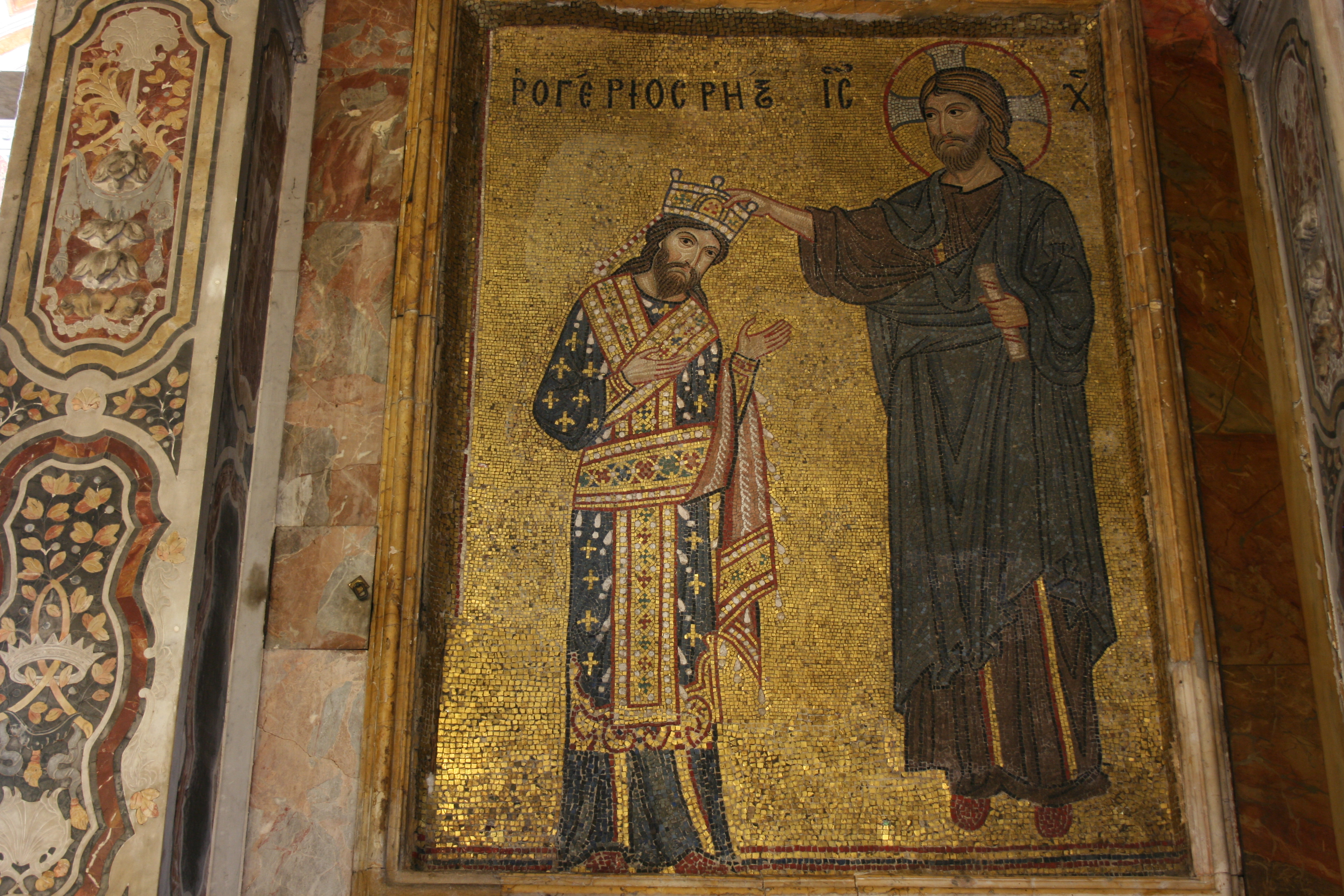
Chrystus dokonuje koronacji Rogera II, mozaika

Kościół Santa Maria dell’Ammiraglio, znany również jako La Martorana – zabytkowy kościół w Palermo, konkatedra eparchii Piana degli Albanesi Kościoła katolickiego obrządku bizantyjsko-włoskiego. W 2015 został wpisany na listę Światowego Dziedzictwa UNESCO razem z innymi zabytkami architektury arabsko-normańskiej w Palermo oraz katedrami w Monreale i Cefalù.
Nazwa Santa Maria dell’Ammiraglio oznacza dosłownie Matkę Boską Admirała i odnosi się do osoby fundatora świątyni. Druga potoczna nazwa obiektu przywołuje Eloisę da Martorana, fundatorkę klasztoru benedyktynek, który w latach 1435-1866 władał kościołem.

## Historia
Budowla została ufundowana przez Jerzego z Antiochii, admirała na dworze króla Sycylii Rogera II w 1143, na potrzeby wiernych obrządku bizantyjskiego. W latach 1146–1185 świątynię rozbudowano o dzwonnicę, dwa narteksy oraz atrium z chrzcielnicą. Cały obiekt otoczono ponadto murem, który oddzielił kościół od zabudowy miasta. Jeszcze w końcu I poł. XIII w. papież potwierdził przynależność budynku i związanego ze świątynią majątku do duchowieństwa rytu bizantyjskiego (greckiego), jednak w miarę słabnięcia tegoż obrządku i eliminowania z Sycylii śladów dawnego panowania bizantyjskiego miejsce kultu straciło na znaczeniu. Dwunastu kanoników kolegiaty zostało podporządkowanych łacińskiemu duchowieństwu z Cappella Palatina w Pałacu Normańskim, jednak obrządek bizantyjski obowiązywał w świątyni jeszcze do 1435. W 1431 król Alfons V Aragoński wydał przywilej, w którym zwrócił świątyni jej dawne dobra. Cztery lata później, na mocy bulli papieża Eugeniusza IV, kościół został przekazany położonemu w jego sąsiedztwie klasztorowi benedyktynek.
W 1558 kościół został gruntownie przebudowany. Zmieniono jego rozplanowanie, likwidując wewnętrzny narteks, nakrywając dachem dawne atrium, burząc fasadę i wznosząc nową. Przebudowa zatarła pierwotny wygląd obiektu i doprowadziła do zniszczenia wielu elementów dawnej dekoracji w stylu bizantyjskim. Świątynia była czynna do 1866, gdy został zlikwidowany administrujący nią klasztor benedyktyński. Kościół został uznany za zabytek, został odrestaurowany pod kierunkiem Giuseppe Patricolo. Obiekt przywrócono do użytku liturgicznego w 1926, zaś w 1937, na mocy bulli Apostolica Sedes uzyskał rangę konkatedry w strukturach eparchii Piana degli Albanesi, administratury obrządku bizantyjsko-włoskiego. Od 1943 obiekt użytkuje również parafia katolicka obrządku bizantyjsko-greckiego pod wezwaniem św. Mikołaja, która straciła swoją świątynię podczas bombardowania miasta 9 maja 1943.

## Architektura
Świątynia zbudowana jest na planie krzyża greckiego, z jedną centralnie położoną kopułą wspartą przez cztery kolumny. Od wschodu budynek posiada dwie półkoliście zamknięte absydy. Pierwotnie było ich trzy, jednak absyda centralna została w latach 1683-1686 zburzona, by stworzyć przestrzeń dla prezbiterium w stylu barokowym.
Wnętrze kościoła zdobione jest mozaikami w stylu bizantyjskim. W kopule znajduje się wizerunek Pantokratora w otoczeniu czterech archaniołów i czterech Ewangelistów. Kolejne mozaiki przedstawiają scenę Zwiastowania, postacie świętych Joachima i Anny (odpowiednio w lewej i prawej absydzie), sceny Wprowadzenia Maryi do Świątyni, Narodzenia Pańskiego, Zaśnięcia Matki Bożej. Na osobnych mozaikach ukazano Chrystusa koronującego króla Sycylii Rogera oraz fundatora kościoła oddającego cześć Matce Bożej. Sceny te pierwotnie znajdowały się nad bocznymi wejściami do świątyni. Z 1717 pochodzi zespół fresków w nawie autorstwa Guglielno Borremansa. Ołtarz główny w kościele wykonany jest w stylu barokowym, znajduje się w nim obraz Wniebowstąpienia namalowany przez Vincenza z Pawii w 1533.